# Far West (Missouri)
 (août 2017).
Si vous disposez d'ouvrages ou d'articles de référence ou si vous connaissez des sites web de qualité traitant du thème abordé ici, merci de compléter l'article en donnant les références utiles à sa vérifiabilité et en les liant à la section « Notes et références ».
Le village de Far West (Missouri), se trouve dans le comté de Caldwell. Il est connu pour la place qu'il a occupé dans l'histoire du mouvement mormon. Les premiers Saints des derniers jours se sont réunis à Far West. Plus tard ils ont été chassés et ont dû quitter le Midwest, pour partir dans les montagnes rocheuses désertiques, et atteindre ce qui est aujourd'hui l'Utah, afin de vivre leur foi en toute liberté.
Le site est devenu un village fantôme, entretenu aujourd'hui comme site historique par l'Église de Jésus-Christ des saints des derniers jours.